# Règle de jeu
Pour les articles homonymes, voir Règle.
 (mars 2020).
Si vous disposez d'ouvrages ou d'articles de référence ou si vous connaissez des sites web de qualité traitant du thème abordé ici, merci de compléter l'article en donnant les références utiles à sa vérifiabilité et en les liant à la section « Notes et références ».
Un jeu est déterminé par trois éléments :
- la situation de départ
- le but à atteindre
- les règles : possibilités et contraintes qui doivent être respectées par les joueurs

On appelle règle de jeu l'ensemble des principes qui régissent les conditions de déroulement d'un jeu jusqu'à la victoire.
- Les règles des jeux traditionnels sont transmises par oral ou par écrit
- Les règles des jeux contemporains sont généralement rédigées par l'auteur ou par l'éditeur du jeu

En fonction du type de jeu (jeu de société, jeu de rôle, jeu d'extérieur, etc.), la règle comprend différents chapitres (préambule, matériel, etc.)

## Préambule
Ce chapitre décrit le thème du jeu quand il en existe un. Dans le cadre d'un jeu thématique, l'auteur y explique éventuellement l'esprit qu'il souhaite voir les joueurs adopter.
Dans le cas du jeu de rôle, s'y ajoute fréquemment une explication de ce qu'est ce type de jeu, parfois sous la forme d'un exemple de partie.

## Matériel
La règle donne la liste du matériel nécessaire au jeu. La plupart du temps, pour les jeux de société en particulier, ce matériel est joint à la règle, dans une boîte ou un sachet. Il peut être constitué d'un tablier de jeu (ou plateau), de pions, de cartes, de dés ordinaires ou spéciaux, de jetons, de feuilles d'aide (rappel des règles, feuille de personnage, feuille de calcul des points), et de tout autre type d'accessoires.

### Jeux sans matériel fixe
Plus rarement, le jeu a bien une règle conventionnelle, mais le matériel n'est pas soumis à une liste limitative.
Ainsi, pour Action ou vérité ?, aucun matériel spécifique n'est requis. Cependant, le jeu peut s’essouffler par manque de variété dans les actions : il vaut mieux donc avoir quelques accessoires pour stimuler l'imagination.
Le jeu des devinettes de voyage, dans lequel le joueur dont c'est le tour choisit un élément du paysage et annonce : « je vois quelque chose qui commence par (l'initiale du mot) », ne requiert aucun matériel en soi, seulement des objets extérieurs suffisamment variés.

## But du jeu
Une explication succincte ou complète des conditions de victoire est donnée. Lorsque le but du jeu est difficile à expliquer complètement avant de connaître les mécanismes de jeu, il est souvent expliqué succinctement et rappelé en fin de règles.

## Nombre de joueurs
La règle établit le nombre de joueurs et éventuellement leur association en équipes, fixes ou tournantes.
Un jeu peut parfois se jouer individuellement (jeux en solitaire, patiences), mais plus souvent il requiert deux joueurs ou plus. Parfois, la règle associe ces joueurs en équipes, qui peuvent être fixes comme au bridge ou changeantes comme dans la variante à cinq du tarot. Scotland Yard oppose un joueur à tous les autres joueurs.
Dans Intrigues à Venise, les joueurs sont associés deux à deux mais ils ne savent pas au début de la partie avec qui. Il faut qu'ils le découvrent pour trouver ensuite leur objectif final. De même à Linq bien que l'objectif soit ici connu dès le départ.

## La situation initiale
Mise en place, distribution des éléments de jeux aux joueurs ou sur la surface de jeu. La situation initiale peut varier par un mécanisme aléatoire sans que cela implique que le jeu soit régi par le hasard. Les mélanges sont fréquents : par exemple, à La Vallée des mammouths, on tire ses cartes au sort, mais on se place librement sur le plateau.
Certains jeux donnent des situations de départ symétriques, de sorte que seul le talent du joueur entre théoriquement en ligne de compte. D'autres créent volontairement des déséquilibres pour corser le jeu : dans ce cas, les conditions de victoire sont adaptées pour compenser l'écart. Enfin, quelques rares jeux comme Space Hulk sont fortement déséquilibrés, et chaque partie se joue en deux manches, en inversant les rôles.

### Situation initiale zéro
Au début de la partie, l'espace de jeu est vide, on va le remplir au fur et à mesure. Un bon exemple est le jeu de go (sauf en cas de handicap concédé à l'un des joueurs).

### Placement prédéterminé
Un placement unique a été fixé par la tradition ou par le créateur du jeu. C'est le cas des Échecs et de toutes leurs variantes ou presque.

### Choix
Si les joueurs sont d'accord, ils peuvent se répartir librement les places, factions ou accessoires du jeu. C'est bien sûr surtout vrai pour les jeux où la différence n'est qu'esthétique.

### Tirage au sort
C'est la base de nombreux jeux de cartes (surtout les jeux traditionnels, mais pas seulement), et de nombreux jeux destinés à la famille. Même un jeu sans hasard comme Diplomatie y fait appel pour le choix des camps, car la situation de départ y est intentionnellement déséquilibrée.

### Scénario
Dans ce cas, la situation initiale dépend d'une situation historique ou tirée d'une fiction. C'est particulièrement le cas dans les jeux d'histoire dont chacun propose plusieurs situations de départ selon la date, le lieu, les protagonistes (Advanced Squad Leader est particulièrement fourni sur ce plan), et dans les jeux de rôle, où le meneur de jeu expose la situation de départ en introduction (l'exemple le plus célèbre étant : « vous êtes dans une auberge... »).

### Budget ou deck
Fréquente dans les jeux de figurines et les jeux de cartes à collectionner, cette méthode est souvent très complexe, avec des minima/maxima, des points affectés aux figurines, différents degrés de rareté des cartes etc. En contrepartie, elle constitue souvent un « jeu dans le jeu » avec des stratégies à tester, des collections à monter.

### Enchères
Chaque joueur annonce un prix qu'il est prêt à payer, ou un objectif qu'il est sûr d'atteindre, et en tire des avantages comme celui de jouer le premier ou de choisir ses pions. Ce mode de détermination est assez rare, on préfère le plus souvent des enchères en cours de partie - comme à Tikal.

## Déroulement
Le chapitre sur le déroulement du jeu décrit les différents moments du jeu, s'il y a lieu :
- Méthode de déroulement du jeu : on peut jouer à tour de rôle, simultanément ou selon toute méthode à l'initiative de l'inventeur du jeu
- Découpage éventuel du jeu en phases, tours, saisons, manches...
- Déroulement d'une manche
- Déroulement du tour d'un joueur
- Conditions de fin de manche et mise en place de la manche suivante.

### Autour du jeu
Dans la quasi-totalité des jeux, un contrat implicite ou explicite interdit aux joueurs d'avoir recours à des artifices extérieurs au jeu. Ce n'est cependant pas toujours le cas : au Poker, et dans tous les jeux de bluff, le mensonge et même l'intimidation sont des outils reconnus, dans les limites de la sociabilité. Dans Dune, une règle optionnelle, dite du kanly, permet aux joueurs de se lancer des menaces, ce qui conduit à des duels entre leurs chefs. Dans une variante officielle d'Illuminati, la triche est permise si on ne se fait pas prendre. Enfin, le Killer est un cas à part : sauf limites fixées par les organisateurs, le jeu déborde dans toutes les circonstances de la vie quotidienne.
Même dans le cadre des règles, chaque groupe de joueurs peut développer un style, qui conditionne le déroulement des parties. Pour reprendre l'exemple de Dune, les joueurs peuvent tendre soit à économiser sur les cartes Traîtrise, soit à se les disputer durement, selon l'idée qu'ils se font de leur importance. Cette tendance locale porte parfois le nom de méta-jeu ou simplement méta.

## Conditions de fin de partie et victoire
La règle précise comment la partie se termine et les conditions de victoire. Un joueur qui met fin à la partie n'en est pas nécessairement le vainqueur.
Quelques exemples de conditions de victoire :

### Atteinte d'un but
Une partie peut se terminer dès qu'un joueur atteint le premier un but ou objectif fixé en début de partie. Il peut s'agir de capturer ou menacer de capturer une pièce comme au jeu d'échecs, d'atteindre un certain nombre de points de victoire, de compléter une ligne comme au loto, etc.

### Élimination du ou des adversaires
Pour gagner, le joueur doit éliminer toutes les pièces de son ou de ses adversaires. C'est par exemple le cas aux dames. Dans les jeux à plus de deux, il est possible d'éliminer un adversaire sans éliminer toutes ses pièces, généralement afin de les réutiliser, comme au Djambi.

### Résolution d'une énigme
Certains jeux se terminent lorsqu'un des joueurs découvre la réponse à une question, éventuellement à la suite de la découverte d'indices suffisants. Cluedo est le plus connu, s'y ajoutent Mastermind, Éleusis et certains scénarios de jeux de rôle.

### Fin d'une course
De nombreux jeux consistent en une course à l'issue de laquelle il faut être le premier à amener à l'arrivée son pion ou un certain nombre de ses pions. C'est le cas dans des jeux très classiques comme le backgammon, le jeu des petits chevaux, le jeu de l'oie, ou plus modernes comme le Lièvre et la tortue. Le jeu égyptien de Senet pourrait en être un des premiers exemples.

### Construction
Le but du jeu est de construire une structure définie par la règle du jeu. Chacun réussit généralement à créer une telle structure et le vainqueur est celui qui y réussit le mieux. Lors de l'évaluation de la structure, certains bonus sont parfois donnés selon des critères de regroupement ou au contraire d'éloignement, d'unité de couleur ou de hauteur, etc.
Il peut s'agir de jeux abstraits comme le jeu de go ou le Tic-tac-toe, ou de jeux de simulation comme Chinatown.

### Contrôle d'un territoire
Le vainqueur est le premier à contrôler un territoire déterminé ou celui qui contrôle les meilleurs territoires à l'issue d'un certain nombre de tours. Cet objectif, courant dans les jeux de guerre, forme la base de la gamme Risk.

### Points de victoire
De plus en plus de jeux utilisent un système de points de victoire. Il existe souvent de multiples façons d'acquérir ces points. Il existe deux types de conditions de victoire :
- Être en fin de partie le joueur qui a accumulé le plus de points de victoire.
- Être le premier à atteindre un nombre de points fixé à l'avance (par exemple 10 dans les Colons de Catane).

Reiner Knizia utilise dans ses jeux Tigre & Euphrate et Génial un mécanisme original. Chacun gagne tout au long de la partie des points de victoire de différents types. Le vainqueur est à la fin de la partie celui qui possède le plus de points dans la catégorie où il en a le moins. Par exemple, un joueur qui possède 9 rouges, 4 bleus, 8 verts et 5 noirs (soit un total de 26) est battu par un joueur qui possède 6 rouges, 7 bleus, 5 verts et 6 noirs : bien que le second joueur n'ait accumulé que  24 points de victoire, il en a 5 dans sa couleur la plus faible alors que le premier joueur n'en a que 4.
Un système de gain par points de victoire très courant est celui qui consiste à déclarer vainqueur le joueur le plus riche, comme au Monopoly ou dans Richesses du monde.
Le nombre de points de victoire de chacun est parfois secret pendant la partie : argent caché dans la main ou jetons cachés derrière un paravent. Au contraire, certains jeux exigent que les points de victoire soient toujours visibles, afin que chacun puisse surveiller où en sont ses adversaires. Les points sont alors souvent décomptés sur une piste de score.

## Variantes
Certains jeux proposent différentes versions de règles, permettant de simplifier ou au contraire de complexifier le déroulement de la partie.

## Règles «maison»
Il est fréquent qu'une famille, un groupe d'amis ou une collectivité développe une façon particulière de jouer, différente de la règle communément admise ou établie par l'éditeur du jeu. Parfois ces règles « maison » deviennent si familières qu'on finit par les croire universelles. Ainsi, de nombreuses familles qui jouent au Monopoly octroient à un joueur dont le pion tombe exactement sur la case départ une somme double de celle donnée au joueur qui ne fait qu'y passer. Il s'agit là d'une règle « maison » qui n'est nullement inscrite dans les règles officielles.
La multiplicité des règles « maison », si elle confère au jeu un caractère sympathique, peut cependant nuire au développement du jeu en tant qu'activité organisée, donnant lieu à des championnats régionaux, nationaux ou internationaux.
Le bridge ou le jeu d'échecs qui ont très tôt établi et diffusé des règles identiques dans le monde entier, ont connu un développement spectaculaire qui s'explique certes par la qualité intrinsèque du jeu mais aussi par la généralité des règles. Puisque ces jeux sont pratiqués dans tous les pays selon des règles strictement identiques, cela permet par exemple à un voyageur de pratiquer facilement son loisir avec des personnes de rencontre.
À l'inverse, la Belote connaît de multiples variantes régionales. Malgré la large diffusion du jeu, ces variantes ont toujours empêché l'organisation de compétitions au niveau national.
Un auteur ou un éditeur qui souhaite que son jeu soit partout pratiqué de la même manière, doit donc veiller à ne laisser aucune zone d'ombre. Il se heurte alors à une difficulté d'écriture, car une règle longue, précise et détaillée, est souvent synonyme de rejet pour des joueurs occasionnels. Une façon de contourner cet obstacle est de rédiger les règles en deux parties :
- D'une part des règles courtes et agréables à lire, qui permettent de jouer immédiatement.
- D'autre part des règles détaillées, expliquant chaque mécanisme particulier avec des exemples, que les joueurs pourront consulter au cours de la partie en cas de difficulté.